# Dimorphandra ignea
Dimorphandra ignea är en ärtväxtart som beskrevs av Adolpho Ducke. Dimorphandra ignea ingår i släktet Dimorphandra och familjen ärtväxter. Inga underarter finns listade i Catalogue of Life.